# John J. Wiens
John Joseph Wiens (* 1967) ist ein US-amerikanischer Herpetologe.

## Leben
Von 1987 bis 1991 war Wiens studentischer Mitarbeiter an der Abteilung für Herpetologie am University of Kansas Museum of Natural History. 1991 erwarb er unter der Leitung von William E. Duellman den Bachelor of Science in Systematik und Ökologe an der University of Kansas. Von 1993 bis 1994 war er Lehrassistent an der University of Texas at Austin. Von 1991 bis 1995 forschte er mit einem Stipendium der National Science Foundation an der University of Texas at Austin. 1995 wurde er mit der Dissertation Phylogeny of the lizard genus Sceloporus: Systematics, evolutionary morphology, and evaluation of phylogenetic approaches unter der Leitung von David C. Cannatella und David M. Hillis zum Ph.D. an der University of Texas at Austin promoviert.
Von 1995 bis 2001 war er Assistenzkurator und von 2001 bis 2002 stellvertretender Kurator an der Abteilung für Amphibien und Reptilien am Carnegie Museum of Natural History. Von 1996 bis 2001 war er Lehrbeauftragter an der Abteilung für Biologie der University of Pittsburgh. Von 2000 bis 2002 war er Betreuer im Molecular Systematics Laboratory am Carnegie Museum of Natural History. Von 2003 bis 2006 war er Lehrbeauftragter und von 2006 bis 2012 war er außerordentlicher Professor an der Abteilung für Ökologie und Evolution an der Stony Brook University. Seit 2013 ist er Professor an der Abteilung für Ökologie und Evolutionsbiologie an der University of Arizona.
Neben intensiven Exkursionen in den Vereinigten Staaten unternahm Wiens Forschungsreisen nach Mexiko, Ecuador, Peru, Argentinien, Brasilien, Panama, Malaysia, Indien und Taiwan. 2008 veröffentlichte er das Buch Herpetology in the Age of Genomics.
Wiens forscht an der Schnittstelle von Evolutionsbiologie, Ökologie und Phylogenetik. Zu seinen wichtigsten Forschungsprojekten gehören die Erklärung von Mustern des Artenreichtums zwischen Kladen, Gemeinschaften, Lebensräumen und Regionen, die Nutzung von Phylogenien zum Verständnis der Muster von Artbildung, Diversifikation und Nischenevolution sowie die Auswirkung des Klimawandels auf Arten, Biodiversität und Menschen.
1992 beschrieb Wiens die Froschart Pristimantis simonbolivari. 1993 beschrieb er die Arten Telmatobius atahualpai, Telmatobius colanensis, Telmatobius degener, Telmatobius necopinus, Telmatobius thompsoni und Telmatobius truebae. 2011 erhob er die 1965 von José María Alfonso Félix Gallardo beschriebene Unterfamilie Batrachylinae zur Familie Batrachylidae.
Wiens ist Mitglied der American Association for the Advancement of Science, American Society of Ichthyologists and Herpetologists, American Society of Naturalists, Herpetologists League, Society for the Study of Amphibians and Reptiles, Society for the Study of Evolution und der Society of Systematic Biologists.

## Dedikationsnamen
1993 benannten William E. Duellmann und Erik R. Wild die Froschart Pristimantis wiensi nach John J. Wiens.